# Pertoltický potok
Pertoltický potok (německy Berzdorfer Bach) je pravým a největším přítokem Bulovského potoka ve Frýdlantském výběžku v předhůří Jizerských hor na česko-polské hranici v Libereckém kraji. Na horním toku část jeho vody odtéká do Kočičího potoka.

## Průtok
Pertoltický potok pramení v krajině asi půl kilometru severně od okraje obce Bulovka, odkud teče západním směrem do Horních Pertoltic, kde je po kilometru přehrazen v Šálkově rybníku. Tam se voda potoka dělí na dva odtoky. Výpusť pod přehradou teče na sever a vlévá se do Kočičího potoka, který tvoří česko-polskou hranici a končí u Zavidova.
Na dalším toku k jihozápadu protíná obce Horní a Dolní Pertoltice, kde ji protíná magistrála I/13 mezi Frýdlantem a Zavidovem. Mezi vrchy Hradec (Abtsberg, 313 m) a Na Výšině (297 m) tvoří potok hluboké údolí. V Předláncích se asi po deseti kilometrech vlévá Pertoltický potok do Bulovského potoka, který se po třech stech metrů vlévá do Smědé.

## Přítoky
- Panenský potok (l), Dolní Pertoltice